# California Highway Patrol
La California Highway Patrol (CHP) —en español: Patrulla de Caminos de California— es una agencia del estado estadounidense de California, con jurisdicción de patrulla para todas las carreteras de California. La CHP también ejerce como la policía estatal.

## Historia

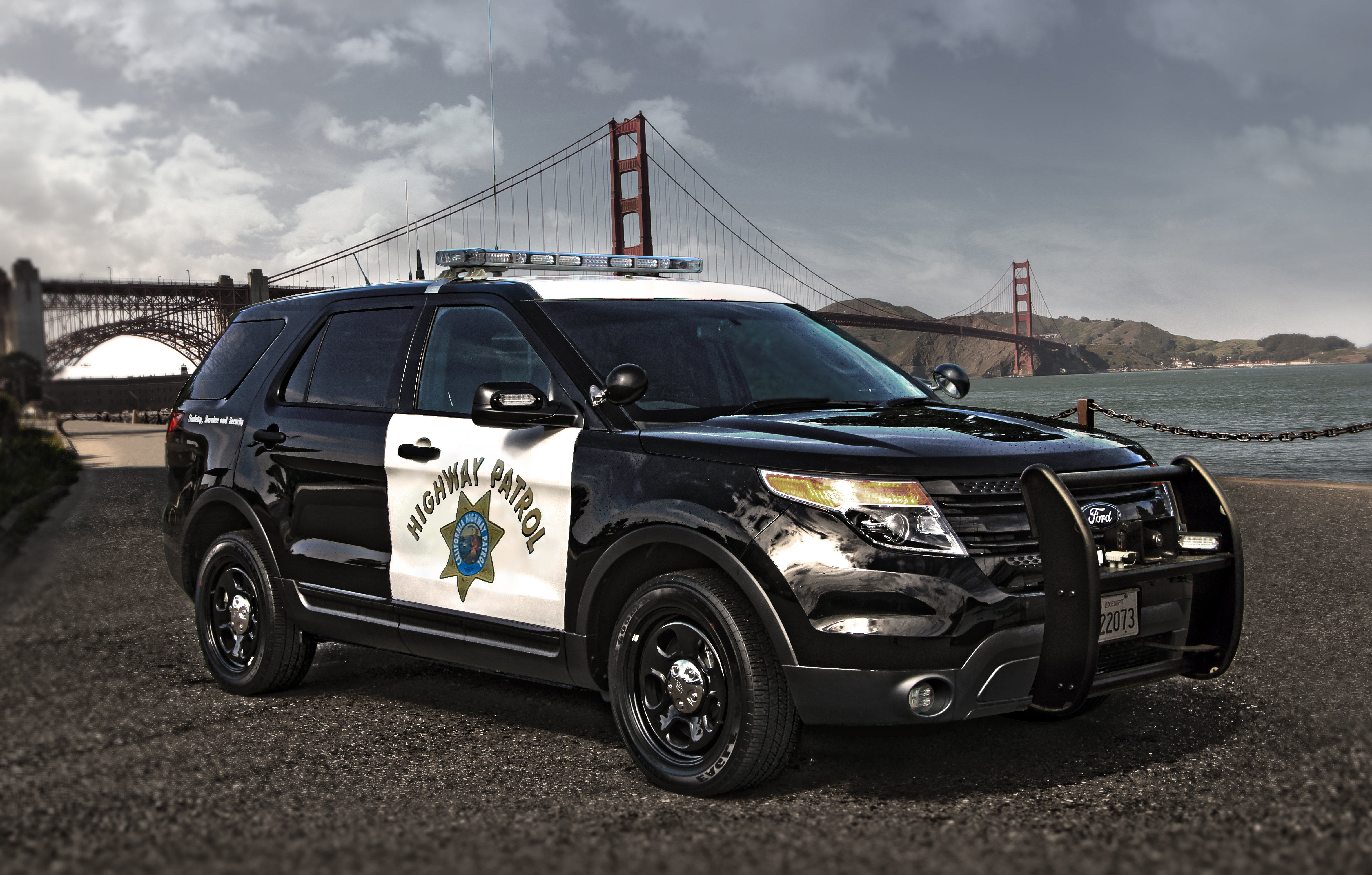
El Ford Police Interceptor Utility reemplazó el Ford Crown Victoria Police Interceptor en 2013.

La CHP fue originalmente fundada cuando el gobernador C. C. Young firmó una ley enviada por la Legislatura Estatal de California en 1929 para que se fundara. La ley fundó la agencia de patrulla de carreteras  —dentro del Departamento de Vehículos Motorizados de California (DMV)— para asegurar la seguridad en las carreteras de California. La agencia asumió toda la responsabilidad conforme pasaba el tiempo, sin embargo la agencia fue separada como una departamento aparte por el gobernador Earl Warren en 1947.
La CHP da muchos servicios, incluyendo protección de edificios e instalaciones, hacer investigaciones criminales, y auxiliar a las fuerzas policíacas locales. 
El CHP es la policía estatal más grande en los Estados Unidos con alrededor de 9900 empleados, de los cuales 6800 son oficiales, según datos del FBI.
El CHP se usó como emblema para la serie de televisión estadounidense CHiPs.